# Molophilus (Molophilus) macrothrix
Molophilus (Molophilus) macrothrix is een tweevleugelige uit de familie steltmuggen (Limoniidae). De soort komt voor in het Oriëntaals gebied.